# سهير القيسي
سهير القيسي (31 أيار 1985 -)، إعلامية عراقية تعيش في الإمارات. كانت مذيعة أخبار في قناة العربية من عام 2004 حتى 2014 ثم انتقلت بعدها للعمل في قناة إم بي سي 1. وفي أيار/مايو 2019 أعلنت رسمياً انضمامها لشبكة قنوات روتانا.

## الحياة الشخصية
هي مسلمة من أهل السنة والجماعة، وهي الأخت الصغرى في عائلتها. أختها سهاد القيسي تعمل بمجال الإعلامي. والدها ضابط عسكري، توفي عندما كانت سهير في السادسة من عمرها، وتولت والدتها تربيتها.
ولدت في بغداد في حي السيدية من الكرخ، درست طب الأسنان وتخرجت من جامعة بغداد، عندما كانت صغيرة شاركت ومثلت مدرستها في فعاليات عدة مثل الغناء والرسم، كما اهتمت بالمسرح والخطابة. ظهرت مع المذيعة العراقية نسرين جورج في برنامج «سينما الأطفال».
بدأت عملها بالإعلام في إذاعة إف إم الإنجليزية في بغداد حيث كانت مُعِدة برامج، ورفضت العمل الدائم مع الإذاعة وبررت ذلك بأنها "ترفض العمل في إعلام موجه تسيطر عليه الحكومة".[بحاجة لمصدر]
انتقلت من بغداد إلى دبي، الإمارات بعد الغزو الأمريكي. رُفضت للعمل كطبيبة أسنان في وزارة الصحة الإماراتية، فقدمت للعمل بمؤسسة الأم بي سي وقابلت حسن معوض وبعد تلقيها التدريب عملت مع إذاعة «بانوراما أم بي سي» غطّت برامجها الأخبار السياسية والميدانية.

## المهنة
كان أول ظهور لها تلفزيونياً في نشرة الرابعة في قناة العربية عام 2004 وقدمت برنامج أسبوعي حمل اسم «من العراق» على قناة العربية وفي عام 2007 اختيرت سفيرة للنوايا الحسنة للهلال الأحمر العراقي لخدمة قضية المرأة والطفل، اختارها موقع ستيب فيد كواحدة ضمن أكثر عشر صحفيات عربيات الأكثر تأثيراً. وفي عام 2008، اختيرت كواحدة من أهم 10 شخصيات في العراق من قبل شبكة فوكس نيوز. عام 2010 قدمت برنامج ”سباق البرلمان”.
في تشرين الثاني 2014 إنتقلت سهير من قناة العربية إلى قناة إم بي سي 1 وبدأت بتقديم نشرة الأخبار.
في 8 آذار مارس 2015 حصلت على جائزة «الإعلامية القيادية والمؤثرة في الإعلام في الشرق الأوسط» المقدمة من معهد جائزة الشرق الأوسط للتميز، وذلك لدورها ومشاركتها في دعم العوائل المهجرة والعراقيين النازحين من خلال مرافقتها لبعثة الأمم المتحدة.
في كانون الثاني 2016،ساهمت في دعم مهمة برنامج الأغذية العالمي التابع للأمم المتحدة، المتمثّلة في توفير المساعدات الغذائية للأسر المتضرّرة من النزاعات، وكذلك للنازحين، بعدما أدّى تصاعد العنف في العراق إلى نزوح ما يزيد على 3.2 مليون عراقي، وتركهم في حاجة للمساعدات الغذائية.
في منتصف 2017 استقالت سهير من قناة إم بي سي. حصلت سهير على المركز 78 كأبرز مئة شخصية تأثيراً في دبي وأختيرت ضمن مئة شخصية عربية مؤثرة في العالم لعام 2017 من قبل مجلة أريبيان بزنس.
وفي نفس العام اختيرت عريفةً مؤتمر الإعلام الدولي في بغداد بحضور رئيس وزراء العراق آنذاك حيدر العبادي احتفالاً بإعلان العراق الانتصار على تنظيم داعش، وفي عام 2018 كرّمتها مؤسسة نون للثقافة والفنون في البصرة بصفة "أيقونة الإعلام العراقي".
عام 2019 أعلنت عن إنضمامها إلى قناة روتانا، وفي آب 2020 أصبحت الوجه الإعلامي لبرنامج روتانا ستارز.
في 2021 قدمت بودكاست «رأيت داعش» الذي عرض على منصة التحالف الدولي ضد داعش.
عام 2023 عادت مجددًا إلى قناة إم بي سي العراق وبدأت بتقديم برنامج "سهير شو" لمحاورة المشاهير من عدة بلدان.

### أعمالها الخيرية
في عام 2007 منحها الهلال الأحمر لقب سفيرة النوايا الحسنة لتساعد في تقديم مشاريع تخص الطفل العراقي وللقيام بحملات موسعة داخل العراق وفي الوطن العربي من أجل جلب الدعم للهلال الأحمر.
عام 2008 زارت سهير مدينة الصدر في بغداد لتفقد حال المدينة بسبب حصار القوات الأمريكية على المدينة ووزع مساعدات إنسانية للمواطنين مع كادر من الهلال الأحمر العراقي.
في عام 2014 وبعد سيطرة داعش على ثلث أراضي العراق،زارت عدة مخيمات من ضمنها مخيم للنازحين في مدينة خانقين، برفقة وفد من مجلس النواب العراقي والأمم المتحدة.
في كانون الثاني 2016 انضمت سهير إلى قائمة المشاهير الشركاء في برنامج الأغذية العالمي التابع للأمم المتحدة في العراق وساهمت في دعم مهمة البرنامج، المتمثّلة في توفير المساعدات الغذائية للأسر المتضرّرة من النزاعات. في آب 2017 قدمت سهير مساعدات للنازحين في مخيم ديبكا شرق مدينة الموصل من تمويلها. عام 2021 شاركت سهير في حملة لتقديم الوجبات المدرسية بالعراق بالتعاون مع برنامج الأغذية العالمي التابع للأمم المتحدة ووزارة التربية والتعليم.

## الجوائز
| العام | الجائزة                                                      | ملاحظات                                         | النتيجة |
| ----- | ------------------------------------------------------------ | ----------------------------------------------- | ------- |
| 2015  | جائزة الإعلامية القيادية والمؤثرة في الإعلام في الشرق الأوسط | الجائزة مقدمة من معهد جائزة الشرق الأوسط للتميز | فوز     |
| 2018  | أيقونة الإعلام العراقي                                       | التكريم مقدم من مؤسسة نون للثقافة والفنون       | فوز     |